# 倉持薬局
株式会社倉持薬局（くらもちやっきょく）は、茨城県を地盤にドラッグストアを展開していた企業。店名は「ドラッグストアクラモチ」。
2006年にカワチ薬品の子会社となり、カワチ薬品同様、大型店舗を展開していた。店内にエステサロン（ウィズアウトエステサロン）を設けた店舗もある。
2014年に親会社のカワチ薬品に吸収合併され、解散した。現在ある9店舗は引き続き「ドラッグストアクラモチ」を踏襲している。

## 沿革
- 1969年 3月 - 倉持薬局設立。
- 1988年 - ドラッグストア１号店を開店。
- 1992年 - レジにPOSを導入。
- 1994年 - 物流センターを創設。
- 2006年 - カワチ薬品の完全子会社化。
- 2014年 - カワチ薬品に吸収合併。

## 店舗
茨城県内に11店舗展開していた。いずれもスーパードラッグストア（300坪前後）の大型店舗であり、店舗数に対して収益性が高い。一方で、親会社のカワチ薬品も茨城県に進出しており、同グループ同士の競合も多くなっているため、サービス教育の徹底、エステサロンの併設などで差別化を図っていた。